# Oxbow (Nueva York)
Oxbow es un lugar designado por el censo ubicado en el condado de Jefferson en el estado estadounidense de Nueva York. En el año 2010 tenía una población de 108 habitantes.

## Geografía
Oxbow se encuentra ubicado en las coordenadas 44°17′12.87″N 75°37′21.17″O / 44.2869083, -75.6225472.